# Peterborough United FC
A Peterborough United Football Club egy 1934-ben alapított angol labdarúgócsapat. Székhelyük Peterborough városában található, hazai mérkőzéseiket a London Road Stadiumban játsszák. Jelenleg a Football League One-ban, azaz a harmadosztályban szerepelnek.

## Története
A Peterborough Unitedet 1934-ben alapították, hogy helyettesítse Peterborough korábbi csapatát, mely két évvel korábban szűnt meg. Hosszú ideig regionális bajnokságokban szerepeltek, majd 1960-ban felvételt nyertek a Football League negyedosztályába. Első szezonjukban bajnokok lettek és feljutottak a harmadosztályba. Hét évig maradtak ott, majd anyagi nehézségeik miatt kiestek.
1978-ban kis híján feljutottak a másodosztályba, de az utolsó meccsükön döntetlent játszottak a bajnok Wrexhammel, így a negyedik helyen zártak. Egy évvel később visszacsúsztak a negyedik vonalba, ahonnan csak 1991-ben tudtak feljutni. A csapatot akkor egy korábbi játékos, Chris Turner irányította. Ezután következett a gárda egyik legsikeresebb szezonja. A Ligakupában a negyeddöntőig jutottak, miután kiejtették a Wimbledont, a Newcastle Unitedet és a Liverpoolt, végül a Meddlesbrough ejtette ki őket. A bajnokságban kiharcolták a rájátszásban való részvételt, a döntőben legyőzték a Stockport Countyt és feljutottak a másodosztályba.
1994-ig maradtak ott, majd kiestek, később visszacsúsztak egészen a negyedosztályig. A 2006/07-es szezonban Darren Ferguson vette át a csapat irányítását, aki 2009-re a Championshipbe juttatta őket.

## Stadion
A Peterborough a London Road Stadiumban játssza hazai mérkőzéseit. A stadiont 1913-ban építették és 15 460 néző befogadására alkalmas, de Peterborough önkormányzata csak körülbelül 14 000 szurkoló számára ad el jegyeket biztonsági okokból. 2009. március 28-án, a Leicester City elleni meccsre 14 110-en látogattak ki, ezzel megdőlt a korábbi nézőcsúcs.

## Sikerei
- Harmadosztály
  - A rájátszás győztese: 1991/92
  - Második: 2008/09

- Negyedosztály
  - Bajnok: 1960/61, 1973/74
  - A rájátszás győztese: 1999/00
  - Második: 2007/08

## Játékosok

### Jelenlegi keret
2009. szeptember 5. szerint
| #  |                                 | Poszt | Név                             |
| -- | ------------------------------- | ----- | ------------------------------- |
| 1  | Anglia                          | K     | Joe Lewis                       |
| 2  | Anglia                          | V     | Russell Martin (csapatkapitány) |
| 3  | Ciprus                          | V     | Tom Williams                    |
| 4  | Wales                           | V     | Craig Morgan                    |
| 5  | Kongói Demokratikus Köztársaság | V     | Gabriel Zakuani                 |
| 6  | Anglia                          | V     | Charlie Lee                     |
| 7  | Skócia                          | KP    | Paul Coutts                     |
| 8  | Írország                        | KP    | Lee Frecklington                |
| 9  | Anglia                          | CS    | Aaron McLean                    |
| 10 | Skócia                          | KP    | George Boyd                     |
| 11 | Anglia                          | KP    | Dean Keates                     |
| 12 | Anglia                          | CS    | Craig Mackail-Smith             |
| 13 | Írország                        | K     | James McKeown                   |
| 14 | Anglia                          | KP    | Tommy Rowe                      |

| #  |               | Poszt | Név                                               |
| -- | ------------- | ----- | ------------------------------------------------- |
| 15 | Franciaország | KP    | Toumani Diagouraga                                |
| 16 | Anglia        | V     | Krystian Pearce (kölcsönben a Birmingham Citytől) |
| 17 | Anglia        | V     | Jamie Day                                         |
| 18 | Anglia        | KP    | Chris Whelpdale                                   |
| 19 | Anglia        | KP    | Shaun Batt                                        |
| 20 | Anglia        | CS    | Ben Wright                                        |
| 22 | Argentína     | KP    | Sergio Torres                                     |
| 23 | Anglia        | KP    | Billy Crook                                       |
| 24 | Anglia        | V     | Danny Andrew                                      |
| 25 | Anglia        | KP    | Dominic Green                                     |
| 26 | Anglia        | CS    | Danny Mills                                       |
| 27 | Anglia        | KP    | Romone McCrae                                     |
| —  | Anglia        | CS    | Kwesi Appiah                                      |

### Kölcsönben
| #  |        | Poszt | Név                                       |
| -- | ------ | ----- | ----------------------------------------- |
| 21 | Anglia | V     | Sam Gaughran (a Grays Athleticnél)        |
| —  | Anglia | V     | Danny Blanchett (a Stevenage Borough-nál) |
| —  | Anglia | CS    | Liam Hatch (a Luton Townnál)              |

| # |        | Poszt | Név                                 |
| - | ------ | ----- | ----------------------------------- |
| — | Anglia | CS    | Rene Howe (a Lincoln Citynél)       |
| — | Anglia | KP    | Alfie Potter (az Oxford Unitednél)  |
| — | Anglia | CS    | Scott Rendell (a Torquay Unitednél) |

### Híres játékosok
| - Sean St Ledger - Tony Adcock - Jimmy Rooney - Fred Barber - Terry Bly - Aidy Boothroyd - Gary Breen - Jimmy Bullard - Steve Castle - Ken Charlery - Andy Clarke - Colin Clarke - Ollie Conmy - Robbie Cooke - Simon Davies - Derek Dougan - Adam Drury - Marcus Ebdon - Matthew Etherington - David Farrell - Mick Gooding | - Bryn Gunn - Mickey Gynn - Dominic Iorfa - Zat Knight - Gerry McElhinney - Leon McKenzie - Peter McNamee - Steve Morrow - David Oldfield - Keith Oakes - Tony Philliskirk - David Pleat - Jimmy Quinn - Tommy Robson - David Seaman - Paddy Sloan - Eric Steele - Worrell Sterling - Mark Tyler - Alan Waddle - John Wile - Dick Whittaker - Dennis Emery |

## Külső hivatkozások
- A Peterborough United hivatalos honlapja
- Hivatalos fórum
- A legnagyobb szurkolói fórum
- A csapat statisztikái a Football Club History Database-en
- Szurkolói oldal
- A csapat statisztikái 1960 óta
- ThePUSFC - szurkolói oldal

## Fordítás
- Ez a szócikk részben vagy egészben  a   Peterborough United F.C. című angol Wikipédia-szócikk fordításán alapul.  Az eredeti cikk szerkesztőit annak laptörténete sorolja fel. Ez a jelzés csupán a megfogalmazás eredetét és a szerzői jogokat jelzi, nem szolgál a cikkben szereplő információk forrásmegjelöléseként.